# Episodi di Melrose Place (seconda stagione)
La seconda stagione della serie televisiva Melrose Place, composta da 32 episodi, è andata in onda negli Stati Uniti sul canale FOX dall'8 settembre 1993 al 16 maggio 1994.
In Italia la serie è andata in onda dal 19 maggio 1994 Italia 1.
Dal primo episodio di questa stagione, Heather Locklear viene aggiunta ai titoli di testa con la dicitura "Special guest star as Amanda"; d'ora in avanti sarà presente in tutti gli episodi della serie fino alla sua conclusione.
Laura Leighton riprende il ruolo di Sydney Andrews e sarà presente in ben trenta episodi della stagione, diventandone a tutti gli effetti una delle protagoniste.
Marcia Cross riprende il ruolo della dottoressa Kimberly Shaw, il cui percorso è parecchio particolare. Per i primi dodici episodi, Kimberly resta il personaggio conosciuto nella prima stagione fino a quando subisce un incidente automobilistico al seguito del quale rimane apparentemente uccisa. Tuttavia i produttori decisero di reinserire il personaggio della dottoressa Shaw e ciò avviene nell'episodio "Occhio per occhio" (2x27), ma in maniera profondamente differente. In seguito all'incidente avvenuto in precedenza, Kimberly ha un grosso taglio sul lato della testa (che nasconde con una parrucca) e ha riportato evidenti danni alla sua salute psichica; d'ora in avanti il personaggio sarà infatti fondamentalmente uno psicopatico. Dopo il suo ritorno, Kimberly appare fino alla fine della stagione.
| nº | Titolo originale              | Titolo italiano                | Prima TV USA      | Prima TV Italia   |
| -- | ----------------------------- | ------------------------------ | ----------------- | ----------------- |
| 1  | Much Ado About Everything     | Vendetta d'amore               | 8 settembre 1993  | 19 maggio 1994    |
| 2  | A Long Night's Journey        | Lo sconosciuto                 | 15 settembre 1993 | 26 maggio 1994    |
| 3  | Revenge                       | Morte al telefono              | 22 settembre 1993 |                   |
| 4  | Fire Power                    | Malintesi                      | 29 settembre 1993 |                   |
| 5  | Of Bikes and Men              | Sospetti                       | 6 ottobre 1993    |                   |
| 6  | Hot and Bothered              | Cuori, fiori, picche e amori   | 13 ottobre 1993   | 15 settembre 1994 |
| 7  | Flirting with Disaster        | Giochi pericolosi              | 20 ottobre 1993   | 22 settembre 1994 |
| 8  | No Bed of Roses               | Guai in vista                  | 27 ottobre 1993   | 29 settembre 1994 |
| 9  | Married to It                 | Tensioni incontrollabili       | 3 novembre 1993   | 6 ottobre 1994    |
| 10 | The Tangled Web               | Una fase critica               | 10 novembre 1993  | 13 ottobre 1994   |
| 11 | Collision Course              | Tragica fatalità               | 17 novembre 1993  | 20 ottobre 1994   |
| 12 | Cold Turkey                   | Aria di festa                  | 24 novembre 1993  | 27 ottobre 1994   |
| 13 | Duet for One                  | Barriere                       | 1º dicembre 1993  |                   |
| 14 | Strange Bedfellows            | Cuori solitari                 | 15 dicembre 1993  | 10 novembre 1994  |
| 15 | Under the Mistletoe           | Tutta colpa del Natale         | 22 dicembre 1993  |                   |
| 16 | Reunion Blues                 | Inattese confessioni           | 5 gennaio 1994    |                   |
| 17 | Michael's Game                | Insidie e perfidie             | 12 gennaio 1994   |                   |
| 18 | Arousing Suspicious           | Il sospetto crescente          | 26 gennaio 1994   |                   |
| 19 | The Young Men and the Sea     | Il punto d'incontro            | 2 febbraio 1994   |                   |
| 20 | Parting Glances               | Viaggio a sorpresa             | 9 febbraio 1994   |                   |
| 21 | Swept Away                    | Travolto dalla nostalgia       | 16 febbraio 1994  |                   |
| 22 | With This Ball and Chain      | Senza parole                   | 23 febbraio 1994  |                   |
| 23 | Otherwise Engaged             | Fiori d'arancio                | 2 marzo 1994      | 23 marzo 1995     |
| 24 | Love, Mancini style           | Una strana luna di miele       | 14 marzo 1994     |                   |
| 25 | The Two Mrs. Mancinis         | Sorelle e rivali               | 21 marzo 1994     |                   |
| 26 | In Bed with the Enemy         | Affari sporchi                 | 4 aprile 1994     |                   |
| 27 | Psycho Therapy                | Occhio per occhio              | 18 aprile 1994    |                   |
| 28 | The Bitch Is Back             | Relazioni dal passato          | 25 aprile 1994    |                   |
| 29 | Imperfect Strangers           | Gelosie                        | 2 maggio 1994     |                   |
| 30 | Devil with the G-String On    | Addio al celibato              | 9 maggio 1994     |                   |
| 31 | Till Death Do Us (Part 1 e 2) | L'uomo dei sogni (1 e 2 parte) | 16 maggio 1994    |                   |
| 32 | Till Death Do Us (Part 1 e 2) | L'uomo dei sogni (1 e 2 parte) | 16 maggio 1994    |                   |

## Vendetta d'amore
- Titolo originale: Much Ado About Everything
- Diretto da: Nancy Malone
- Scritto da: Charles Pratt Jr.

### Trama
Amanda organizza una festa per celebrare il suo acquisto di Melrose e il suo trasferimento nella palazzina. Alison, costretta al lavoro fino a tardi proprio da Amanda, riceve l'ennesima telefonata dal molestatore; Keith, presentandosi a sorpresa alla D&D, trova la ragazza mentre tenta la fuga e l'accompagna alla festa. Alison e Billy si ripromettono di dichiarare a Keith e ad Amanda di essere una coppia stabile da un paio di mesi; Amanda accetta la notizia con spirito - le sue attenzioni, infatti, sono ora rivolte verso Jake, suscitando così la gelosia di Jo - anche Keith non si dimostra turbato dalla novità. In realtà il maniaco che tormenta Alison è proprio lui e, per eliminare ogni sospetto su sé stesso, denuncia un'aggressione alla polizia, dopo essersi inflitto da solo una ferita alla testa. Inoltre, offre del denaro a un criminale affinché faccia una telefonata anonima ad Alison in sua presenza, eliminando così ogni dubbio nella ragazza, ma un dettaglio che Keith racconta della sua aggressione è fonte di sospetto da parte di Billy.
Kimberly e Michael prendono in affitto una casa sulla spiaggia proprio quando Jane, su consiglio di Amanda, assume un avvocato per riuscire a ottenere maggiore profitto dal divorzio.
Jake si trasferisce nell'appartamento di Jo.
- Altri interpreti: Marcia Cross (dott.ssa Kimberly Shaw), William R. Moses (Keith Gray).
- Nota. Da questo episodio in poi Heather Locklear viene accredita nella sigla d'apertura come "special guest star".

## Lo sconosciuto
- Titolo originale: A Long Night's Journey
- Diretto da: Charles Correll
- Scritto da: Frank South

### Trama
Billy è sempre più convinto che il molestatore sia Keith; Alison, invece, ne esclude anche la sola idea.
Matt rimane disoccupato dopo che la comunità presso la quale lavorava perde le sovvenzioni statali ed è costretta alla chiusura; decide quindi di proporsi come assistente sociale presso l'ospedale in cui lavora Michael, il quale si offre di dargli una mano per ottenere il posto.
Jo e Amanda assistono a una gara di motocross alla quale partecipa anche Jake.
Sydney torna a Los Angeles per offrire conforto alla sorella, ma Michael ne cerca la complicità. Quest'ultimo, inoltre, suggerisce a Kimberly di negare ogni loro legame in tribunale in modo da poter screditare Jane e ottenere un divorzio meno dispendioso per Michael stesso.
Alison si reca da Keith per accompagnarlo all'aeroporto alla volta di Seattle, ma Keith ha organizzato una cena intima per loro due e, di fronte a un rifiuto, cerca di violentarla. Riuscita a scappare, Alison denuncia Keith che però viene rilasciato per mancanza di prove. Keith nega ogni responsabilità, anzi, accusa Alison; infine, torna a Seattle senza accorgersi di essere seguito da Billy.
- Altri interpreti: Marcia Cross (dott.ssa Kimberly Shaw), Randee Heller (Detective Altman), Laura Leighton (Sydney Andrews), William R. Moses (Keith Gray).

## Morte al telefono
- Titolo originale: Revenge
- Diretto da: James Frawley
- Scritto da: Darren Star

### Trama
Billy, arrivato a Seattle, si presenta a casa di Keith e, poiché nessuno gli apre la porta, forza la serratura e trova l'abitazione in totale disordine, eccetto per un numero sconsiderato di fotografie che ritraggono Alison. Billy si presenta, quindi, sul posto di lavoro di Keith e lo prende a pugni.
Sydney confessa a Jane di aver pranzato con Michael e, nonostante la sorella le chieda di non frequentare più l'ex cognato, Sydney non solo si presenta alla casa sulla spiaggia con una teglia di lasagne, ma si offre anche di lavargli la biancheria. Portando indietro la biancheria pulita, Sydney conosce Kimberly, ma Michael le chiede di non riferire nulla alla sorella.
Amanda, con una scusa di lavoro, riesce a tenere occupata Jo per la serata in modo da poter invitare a cena Jake e da chiedergli se interessato a un lavoro come modello per una pubblicità di una birra.
Alison viene raggiunta al lavoro da una telefonata di Keith, il quale, in profonda crisi, si spara alla testa. Alison sfoga la sua frustrazione e i suoi dolori nell'alcool.
- Altri interpreti: Marcia Cross (dott.ssa Kimberly Shaw), Laura Leighton (Sydney Andrews), Lyman Ward (Doug Vincent), William R. Moses (Keith Gray).

## Malintesi
- Titolo originale: Fire Power
- Diretto da: Barbara Amato
- Scritto da: Kimberly Costello

### Trama
Jake acquista a un'asta una serie di motociclette senza rendersi conto di non avere sufficienti soldi per potersele permettere.
Alison si presenta a un pranzo di lavoro ubriaca e Amanda decide di toglierle alcuni importanti clienti, ma Billy le riferisce della tentata violenza e del suicidio di Keith e Amanda si mostra più indulgente con la collega.
Sydney comunica a Michael che Jane ha cenato con Sam Towler e Michael cerca invano di picchiare l'ex amico nel cantiere presso il quale lavora.
Matt inizia il lavoro di assistente sociale all'ospedale e conosce la dottoressa di origini russe Katya Petrova.
Amanda si presenta in officina da Jake e lo invita a cena per discutere di nuovo del lavoro come modello; prima di uscire dal negozio, però, fa cadere inavvertitamente una fiamma ossidrica lasciata aperta dal ragazzo, causando così l'incendio del locale. Jo arriva quando ormai le fiamme sono divampate e, temendo che Jake sia all'interno del negozio, mette a rischio la vita facendosi largo tra il fuoco.
Alison decide di smettere di bere.
- Altri interpreti: Marcia Cross (dott.ssa Kimberly Shaw), Rob Estes (Sam Towler), Laura Leighton (Sydney Andrews), Beata Pozniak (dott.ssa Katya Petrova), Thomas Ryan (Charlie Harris).

## Sospetti
- Titolo originale: Of Bikes and Men
- Diretto da: James Whitmore Jr.
- Scritto da: Allison Robbins

### Trama
Il perito dell'assicurazione che ha il compito di occuparsi dell'incendio del Jake's Bikes è convinto che non si sia trattato di un incidente e inizia a investigare su Jake e sulla situazione economica del negozio. Anche Jo sospetta del fidanzato, il quale confessa di non essere sicuro di aver spento la fiamma ossidrica prima di uscire dal locale. L'assicurazione, infine, risarcisce Jake per una somma di 35 000 dollari che il ragazzo consegna a Jo come un anticipo di quei 50 000 che la fidanzata aveva investito per diventare sua socia. In uno scatto d'ira, Jake distrugge la cucina di Jo, la quale lo allontana temendo che le faccia del male fisicamente.
Alla prima udienza di divorzio, Michael accusa Jane di aver avuto una relazione extraconiugale con Sam negli ultimi mesi del loro matrimonio e afferma che è stata questa la causa scatenante della loro separazione. In seguito, Michael chiede a Kimberly di mentire e di non rivelare di essere amanti; Kimberly è d'accordo ma nella successiva udienza i suoi nervi crollano e confessa la verità.
Billy deve scrivere un articolo su di un proprietario di un albergo e si reca nell'hotel per poterlo intervistare portando di nascosto Alison con sé, ma la figlia dell'albergatore non nasconde il suo interesse per il ragazzo.
Katya invita Matt a casa sua per una cena; il ragazzo accetta ma, di fronte alle attenzioni della donna, le rivela la sua omosessualità. Katya gli dice di avere una figlia di cinque anni.
Jake rompe con Jo dopo che la ragazza ha dimostrato di non aver fiducia in lui e chiede ad Amanda di poter tornare nel suo vecchio appartamento; accetta, inoltre, il lavoro da modello.
- Altri interpreti: John Aprea (John Bryant), Marcia Cross (dott.ssa Kimberly Shaw), Steven Eckholdt (Robert Wilson), Terri Ivens (Arielle Bryant), Laura Leighton (Sydney Andrews), Beata Pozniak (dott.ssa Katya Petrova), Thomas Ryan (Charlie Harris).

## Cuori, fiori, picche e amori
- Titolo originale: Hot and Bothered
- Diretto da: Paul Lazarus
- Scritto da: Dee Johnson

### Trama
Billy e Alison cercano di far riappacificare Jake e Jo invitandoli a una cena a sorpresa, ma il tentativo fallisce. Jo, inoltre, vorrebbe interrompere il rapporto di lavoro con la D&D per non dover essere la fotografa addetta alla campagna pubblicitaria che vede come modello Jake, ma Amanda le ricorda che non è possibile annullare il contratto che ha firmato; tuttavia, durante il set fotografico, le tensioni tra i due ex riaffiorano.
A Katya non viene rinnovato il contratto all'ospedale ed è costretta al rimpatrio in Russia con la figlia Nikki; propone quindi un accordo economico a Matt per un matrimonio di convenienza.
Dopo l'ufficializzazione del divorzio da Jane, Michael organizza una festa alla quale partecipano anche Billy, Matt, Jake, accompagnato da Amanda, e Sydney. Quest'ultima, dopo essersi ubriacata, s'addormenta sul divano di Michael. Nel frattempo, Alison convince Jane a trascorrere la serata con lei e Jo da Shooters; Jane, però, interrompe l'uscita per raggiungere il suo avvocato, Robert Wilson, e passare la notte con lui.
- Altri interpreti: Marcia Cross (dott.ssa Kimberly Shaw), Steven Eckholdt (Robert Wilson), Laura Leighton (Sydney Andrews), Beata Pozniak (dott.ssa Katya Petrova), Mara Wilson (Nikki Petrova).

## Giochi pericolosi
- Titolo originale: Flirting with Disaster
- Diretto da: Bethany Rooney
- Scritto da: Charles Pratt Jr.

### Trama
Ad Alison viene assegnato il suo primo cliente, Steve McMillan, un imprenditore che lavora nel settore informatico e che svolge una vita dimessa all'interno del suo ranch in campagna; raggiungerlo e ottenere la sua fiducia si rivelerà per la ragazza un'impresa più ardua del previsto.
Jane, scoperto che Sydney ha partecipato alla festa di Michael, allontana dalla sua abitazione la sorella; quest'ultima, tuttavia, riesce a convincere Amanda (grazie al contribuito di Michael che accetta di farle da garante) ad affittarle l'appartamento al numero sette di Melrose.
Matt acconsente a sposare Katya e, al party che organizzano per i loro amici, un'ubriaca Amanda cerca maggiore intimità con Jake, mentre Michael si presenta a sorpresa ma viene allontanato.
Mentre Kimberly è fuori città per un convegno di lavoro, Sydney ne approfitta per sedurre Michael.
- Altri interpreti: Marcia Cross (dott.ssa Kimberly Shaw), Steven Eckholdt (Robert Wilson), Laura Leighton (Sydney Andrews), Richard Marcus (Roger Lacey), Beata Pozniak (dott.ssa Katya Petrova), Mara Wilson (Nikki Petrova), Parker Stevenson (Steve McMillan).

## Guai in vista
- Titolo originale: No Bed of Roses
- Diretto da: Nancy Malone
- Scritto da: Frank South

### Trama
Billy è geloso di Steve e del suo rapporto di lavoro con Alison, la quale nega ogni coinvolgimento sentimentale ma non si tira indietro dal flirtare con il suo cliente.
Il padre di Amanda offre a Jake un lavoro ben pagato come capo meccanico all'interno di un'officina di auto usate di sua proprietà; il ragazzo inizialmente rifiuta, ma poi accetta dopo essere andato a letto con Amanda. Jake riceve un anticipo di 15 000 dollari che utilizza per sdebitarsi definitivamente con Jo.
Michael continua a vedere Sydney, che minaccia di raccontare tutto a Kimberly e a Jane quando l'amante le dice che vorrebbe troncare la loro relazione.
Robert chiede a Jane di passare il weekend a pescare, ma la ragazza rifiuta perché teme di bruciare troppo in fretta le tappe della loro storia.
Jo accetta di uscire con Steve.
- Altri interpreti: Marcia Cross (dott.ssa Kimberly Shaw), Steven Eckholdt (Robert Wilson), Vince Grant (Russell), Laura Leighton (Sydney Andrews), Wayne Tippit (Palmer Woodward), Parker Stevenson (Steve McMillan).
- Nota. Matt non appare nell'episodio.

## Tensioni incontrollabili
- Titolo originale: Married to It
- Diretto da: Martin Pasetta
- Scritto da: Darren Star

### Trama
Sydney riesce a fare in modo che Kimberly la trovi a letto con Michael; Kimberly rompe definitivamente con Michael, riferisce l'accaduto a Jane e se ne va dalla casa sulla spiaggia.
Jane organizza una cena con i genitori di Robert, ma Michael irrompe ubriaco nell'appartamento e Robert è costretto ad allontanarlo con la forza.
Proprio quando Matt inizia a uscire con Joel Walker, un giovane proprietario di una galleria d'arte, l'ufficio immigrazione avvia un'indagine per verificare l'autenticità delle nozze con Katya, la quale si trasferisce temporaneamente nell'appartamento del marito assieme alla figlia per fugare ogni dubbio.
Sydney ottiene un impiego da cameriera da Shooters.
Alison e Jake sono gelosi della nascente relazione tra Steve e Jo.
- Altri interpreti: Marcia Cross (dott.ssa Kimberly Shaw), Steven Eckholdt (Robert Wilson), Bette Ford (signora Wilson), Gina Gershon (Ellen), Laura Leighton (Sydney Andrews), Richard Marcus (Roger Lacey), Jonathan Penner (Joel Walker), Beata Pozniak (dott.ssa Katya Petrova), Richard Roat (signor Wilson), Mara Wilson (Nikki Petrova), Parker Stevenson (Steve McMillan).

## Una fase critica
- Titolo originale: The Tangled Web
- Diretto da: Chip Chalmers
- Scritto da: Charles Pratt Jr.

### Trama
Steve invita Alison, Billy e Jo nel suo ranch per il weekend. Jo dice a Steve che non vuole passare la notte con lui perché si sente ancora legata a Jake; anche Steve le confessa di sentirsi attratto da un'altra donna e, tornati in città, pone fine alla loro relazione.
Kimberly vorrebbe tornare a Cleveland; Michael prova a convincerla a rimanere all'interno dell'ospedale, anche se la loro unione sentimentale è finita.
Billy inizia a lavorare con una nuova redattrice, Celia Morales.
Jake apre casualmente una busta indirizzata a Palmer Woodward e si accorge che i fatturati dell'officina sono stati gonfiati. Jake, inoltre, cerca di approfondire la sua conoscenza di Amanda, la quale gli confessa di soffrire ancora per l'abbandona della madre, avvenuto quando la ragazza era in tenera età.
Amanda riferisce a Jo che è Alison la donna da cui è attratto Steve; Jo affronta l'amica e si ripromette di riferire la novità a Billy.
La sera, mentre Billy deve incontrarsi con Celia per reperire informazioni a proposito di un articolo, Alison vede Steve e i due si baciano.
- Altri interpreti: Marcia Cross (dott.ssa Kimberly Shaw), Melanie Smith (Celia Morales), Wayne Tippit (Palmer Woodward), Meg Wittner (Nancy Donner), Parker Stevenson (Steve McMillan).
- Nota. Jane e Matt non appaiono nell'episodio.

## Tragica fatalità
- Titolo originale: Collision Course
- Diretto da: Richard Lang
- Scritto da: Frank South

### Trama
Kimberly accetta di cenare con Michael per un chiarimento. Durante la serata Michael le propone di sposarlo; inizialmente Kimberly rifiuta, una volta in macchina, tuttavia, accetta, ma Michael, in preda all'euforia prodotta dall'eccessivo vino bevuto, perde il controllo dell'automobile. Arrivati in ospedale, i due vengono assistiti da Katya, ma le loro condizioni si rivelano piuttosto gravi: Michael rischia la paralisi alle gambe e Kimberly riporta una serie di danni cerebrali che inducono la donna a uno stato d'incoscienza.
Ellen, una cameriera di Shooters, invita Sydney a un party esclusivo a Hollywood tenuto dall'amica Lauren Ethridge; quest'ultima si offre di organizzare un appuntamento tra Sydney e il famoso regista Carl Canin. Sydney entusiasta accetta ma fraintende le finalità dell'appuntamento.
I rapporti tra Jo e Alison rimangono tesi a causa di Steve; anche Jane, venuta a sapere del bacio, si schiera contro Alison. Billy legge per caso una e-mail di Steve e viene così informato dell'attrazione tra la sua fidanzata e il magnate dei computer.
Michael, preoccupato di essere incriminato per guida in stato d'ebbrezza e per tentato omicidio, chiede a Matt di falsificare i risultati del tasso alcolemico prima che la polizia ne venga in possesso, ricordandogli che è per merito suo se ha ottenuto il lavoro come assistente sociale.
- Altri interpreti: Kristian Alfonso (Lauren Ethridge), Marcia Cross (dott.ssa Kimberly Shaw), Steven Eckholdt (Robert Wilson), Gina Gershon (Ellen), Laura Leighton (Sydney Andrews), Stephen Nichols (Carl Canin), Beata Pozniak (dott.ssa Katya Petrova).

## Aria di festa
- Titolo originale: Cold Turkey
- Diretto da: Paul Lazarus
- Scritto da: Kimberly Costello

### Trama
È il giorno del ringraziamento. Sydney vorrebbe passarlo con la sorella, ma Jane ha in progetto di stare con Robert e la sua famiglia; Sydney accetta allora di unirsi alla festa che Lauren ha organizzato a casa sua insieme alle venti prostitute delle quali è la protettrice.
Dopo aver scoperto che il padre di Amanda falsifica i certificati di proprietà delle autovetture che mette in vendita, spacciandole per originali, Jake viene contattato da due agenti dell'FBI che gli propongono un accordo per incastrare il signor Woodward in cambio dell'impunibilità (tutti i documenti di proprietà risultano, infatti, firmati da Jake).
A causa di un imprevisto della campagna pubblicitaria con Steve, Alison è costretta a recarsi a San Francisco per completare l'organizzazione della conferenza stampa del giorno dopo, ma Billy le dà un ultimatum: o rinuncia all'incarico lavorativo o rinuncia alla loro relazione; il ragazzo è infatti convinto che Steve abbia in programma di raggiungere Alison, una volta arrivata a San Francisco.
La madre di Kimberly decide di riportare la figlia, ancora in stato comatoso, a Cleveland.
- Altri interpreti: Kristian Alfonso (Lauren Ethridge), Sam Anderson (agente Hill), Janet Carroll (Marion Shaw), Marcia Cross (dott.ssa Kimberly Shaw), Gina Gershon (Ellen), Laura Leighton (Sydney Andrews), Wayne Tippit (Palmer Woodward), Parker Stevenson (Steve McMillan).

## Barriere
- Titolo originale: Duet for One
- Diretto da: Victoria Hochberg
- Scritto da: Allison Robbins

### Trama
Al ritorno da San Francisco, Alison scopre che Billy si è trasferito nell'appartamento di Jake.
Matt comunica a Michael che la madre di Kimberly ha chiamato l'ospedale per informare della sopraggiunta morte della figlia.
Michael, su una sedia a rotelle, viene trasferito in una fatiscente clinica dove potrà iniziare la riabilitazione, ma Jane si lascia impietosire dalla nuova condizione dell'ex marito e accetta di occuparsene in prima persona, riportandolo nel suo appartamento a Melrose, ma mettendo prima in chiaro che in nessun modo Michael dovrà interferire nella sua vita, soprattutto nel suo rapporto con Robert.
Sydney inizia a lavorare come prostituta. Uno dei suoi primi "clienti" vorrebbe utilizzare dei giochi sadomaso con lei; di fronte al suo rifiuto, l'uomo si lamenta con Lauren la quale rimprovera Sydney e la minaccia; Lauren, inoltre, offre della cocaina a Sydney per riuscire ad affrontare al meglio situazioni simili.
Jo si accorge che Sydney sta spendendo più soldi di quelli che si potrebbe permettere con la paga da cameriera e l'affronta; Sydney mente dicendo di aver trovato un lavoro remunerativo come modella, ma i dubbi di Jo continuano ad aumentare.
Jake inizia a collaborare con l'FBI per incastrare Palmer, nonostante i sensi di colpa verso Amanda.
Katya parte per la Russia per raggiungere il capezzale della madre gravemente malata e lascia che sia Matt a occuparsi di Nikki in sua assenza.
- Altri interpreti: Kristian Alfonso (Lauren Ethridge), Steven Eckholdt (Robert Wilson), David Kagen (Roger Langdon), Laura Leighton (Sydney Andrews), Beata Pozniak (dott.ssa Katya Petrova), Nicholas Walker (Ken), Mara Wilson (Nikki Petrova).

## Cuori solitari
- Titolo originale: Strange Bedfellows
- Diretto da: Nancy Malone
- Scritto da: Dee Johnson

### Trama
Alison scopre che Steve ha intenzione di trasferirsi a Parigi per lavoro; prima di cambiare città, però, l'uomo le regala una jeep e la invita nel suo ranch per fare chiarezza sui loro sentimenti. Alison accetta, tuttavia confessa di sentirsi ancora legata a Billy.
L'FBI riesce ad arrestare Palmer grazie alla complicità di Jake che gli estorce una confessione e la registra attraverso una microspia nascosta sotto i vestiti. Amanda paga la cauzione del padre e crede alla versione che quest'ultimo le fornisce: il suo arresto sarebbe un complotto di Jake per far ricadere su di lui i suoi traffici illeciti. Amanda dà a Jake un preavviso di sfratto e interrompe la loro relazione.
A Billy e alla sua collega Celia viene offerta la possibilità di scrivere l'articolo di copertina per il prossimo numero dell'Escapade Magazine, il cui tema saranno le agenzie matrimoniali.
Michael cade a terra nel tentativo di spostarsi dal letto alla carrozzina; viene trovato in queste condizioni da Sydney che, prima di soccorrerlo, ne approfitta per cercare delle scuse dall'ex amante.
- Altri interpreti: Sam Anderson (agente Hill), Laura Leighton (Sydney Andrews), Sara Melson (cliente dell'agenzia matrimoniale), Melanie Smith (Celia Morales), Wayne Tippit (Palmer Woodward), Meg Wittner (Nancy Doner), Parker Stevenson (Steve McMillan).
- Nota. Matt non appare nell'episodio.

## Tutta colpa del Natale
- Titolo originale: Under the Mistletoe
- Diretto da: Chip Chalmers
- Scritto da: Charles Pratt Jr.

### Trama
È la vigilia di Natale e Matt è intenzionato a organizzare una festa per Nikki e invita per l'occasione tutti i suoi vicini.
Jo, Alison, Jake e Billy si ritrovano casualmente insieme a scegliere l'abete da portare a Melrose.
Alison cerca di riavvicinarsi a Billy, senza sapere che il ragazzo ha passato la notte con Amanda.
Jane, che trascorrerà le feste con Robert e la sua famiglia, riesce a trovare un'infermiera che si occupi di Michael durante la sua assenza.
Sydney continua a lavorare per Lauren e a far uso di cocaina, ma dopo aver confessato i suoi peccati a un prete, decide di cambiar vita.
Billy prova a partire per raggiungere la madre e la sorella; non trovando un volo disponibile, si presenta alla festa di Nikki vestito da Babbo Natale e decide di dare una seconda chance alla sua relazione con Alison.
Durante la festa, Katya informa Matt che ha deciso di non tornare più in America e gli chiede di accompagnare Nikki in aeroporto.
- Altri interpreti: Kristian Alfonso (Lauren Ethridge), Steven Eckholdt (Robert Wilson), Rick Hurst (cliente di Sydney), Marianne Muellerleile (infermiera Colleen), Mara Wilson (Nikki Petrova), Laura Leighton (Sydney Andrews).
- Nota. Da questo episodio Laura Leighton viene accredita nei titoli di testa come "Sydney Andrews".

## Inattese confessioni
- Titolo originale: Reunion Blues
- Diretto da: Jefferson Kibbee
- Scritto da: Frank South

### Trama
Billy chiede ad Amanda di non raccontare ad Alison della loro notte di passione; Amanda accetta, tuttavia rimuove la collega dalla campagna pubblicitaria di Steve invocando come scusa il coinvolgimento sentimentale di Alison con il cliente. Amanda, inoltre, chiede a Jo di testimoniare contro Jake per facilitare l'azione di sfratto.
Seppur restia, Jo partecipa a una festa per i decennale del suo diploma a San Francisco; qui ha modo di riallacciare i rapporti con Reed Carter, un ex compagno di classe che le confessa di aver scontato due anni in carcere con l'accusa di traffico di droga, nonostante fosse innocente. Jo è disposta a concedergli il beneficio del dubbio e Reed, a sorpresa, la raggiunge a Melrose.
Sydney viene adescata da un agente della buon costume sotto copertura; dal carcere, la ragazza telefona a Michael, il quale si offre di pagarle la cauzione in cambio di un favore futuro.
La convalescenza di Michael arriva a un'importante svolta tanto che il medico riesce a muovere i primi passi con il solo ausilio delle stampelle.
Palmer, prima di darsi alla latitanza, confessa alla figlia tutte le sue responsabilità; Amanda cerca quindi di scusarsi con Jake.
- Special guest star: James Wilder (Reed Carter).
- Altri interpreti: Steven Eckholdt (Robert Wilson), Richard Green (Roy), Wayne Tippit (Palmer Woodward), Laura Leighton (Sydney Andrews).
- Nota. Jo si è diplomata nel 1984, di conseguenza ha 28 anni; tuttavia nella stagione precedente la stessa Jo ne aveva dichiarati 24. James Wilder sarà l'interprete di Adam Louder, uno dei personaggi di Models, Inc., lo spin-off di Melrose Place trasmesso per la prima volta negli Stati Uniti a partire dal 24 giugno 1994.

## Insidie e perfidie
- Titolo originale: Michael's Game
- Diretto da: Martin Pasetta
- Scritto da: Darren Star

### Trama
Dopo che l'FBI si presenta alla D&D per chiederle dell'improvvisa sparizione del padre, Amanda è costretta dal suo capo a prendersi due giorni di ferie; ne approfitta quindi per un breve viaggio con Jake alle Hawaii, ma i due sono obbligati a un ritorno anticipato dal momento che Amanda scopre che Alison ha tentato di rubarle un cliente storico.
Michael chiede a Sydney di ingaggiare una prostituta per sedurre Robert, a San Diego per lavoro, e di registrare su pellicola il loro incontro sessuale; più tardi, Michael invia in forma anonima il video a Jane, la quale allontana definitivamente Robert dalla sua vita.
Reed, passata la notte con Jo, le comunica di aver deciso di occuparsi di noleggio d'imbarcazioni.
- Special guest star: James Wilder (Reed Carter).
- Altri interpreti: Steven Eckholdt (Robert Wilson), Famke Janssen (Diane Adamson), Stanley Kamel (Bruce Teller), Laura Leighton (Sydney Andrews).

## Il sospetto crescente
- Titolo originale: Arousing Suspicions
- Diretto da: Steve Dubin
- Scritto da: Kimberly Costello

### Trama
Rifiutata da Michael per l'ennesima volta, Sydney rivela a Jane della sua breve carriera come prostituta e dell'imminente processo a suo carico e, soprattutto, racconta alla sorella del piano di Michael per incastrare Robert. Jane le promette di starle vicina e, in tribunale, Sydney viene assolta in quanto incensurata.
Michael torna ad abitare nella sua casa sulla spiaggia e, a causa dei dolori alla schiena, assume un numero notevole di farmaci antidolorifici.
Jo non riesce ad accettare che Reed voglia chiedere ad Amanda di entrare in società con lui nel noleggio della sua barca.
Billy ospita Celia per qualche giorno dal momento che l'appartamento della collega è inagibile per via di una disinfestazione. Inoltre Nancy comunica loro che entrambi sono in lizza per un posto di caporedattore.
Matt inizia a frequentare Jeffrey Lindley, un tenente di Marina che non ha mai dichiarato la propria omosessualità né ai familiari né tantomeno all'interno del suo ambiente di lavoro.
- Special guest star: James Wilder (Reed Carter).
- Altri interpreti: Jason Beghe (tenente Jeffrey Lindley), Lawrence Dobkin (giudice Stanley Pittman), Melanie Smith (Celia Morales), Meg Wittner (Nancy Donner), Laura Leighton (Sydney Andrews).
- Nota. Nella versione italiana Sydney si presenta dalla sorella con dei popcorn e la videocassetta del film Casablanca, in originale il film in questione è Il cowboy con il velo da sposa.

## Il punto d'incontro
- Titolo originale: The Young Men and the Sea
- Diretto da: Charles Correll
- Scritto da: Allison Robbins

### Trama
Michael, completamente annebbiato dall'abuso di pillole, inizia a molestare Jane al telefono; l'ex moglie è costretta quindi a chiedere al tribunale un'ordinanza restrittiva. Sydney si dimostra solidale con la sorella, ma sarà lei a trovare Michael disteso nel suo bagno a terra privo di coscienza e a portarlo in ospedale per un primo soccorso.
Reed riesce a ottenere un finanziamento sia da Jo sia da Amanda e convince Jake a lavorare per lui come meccanico all'interno della sua imbarcazione; la neonata società a quattro, però, deve affrontare diversi problemi.
Jo accetta di custodire una valigia chiusa a chiave per Reed, ma teme che possa contenere della droga.
Alison decide di non trasferirsi con Billy a New York - città nella quale il ragazzo deve traslocare una volta ottenuta la promozione all'Escapade Magazine - preferendo una relazione a distanza, nonostante i dubbi di Billy.
Matt non riesce ad accettare di vivere una storia clandestina con Jeffrey.
- Special guest star: James Wilder (Reed Carter).
- Altri interpreti: Jason Beghe (tenente Jeffrey Lindley), Laura Leighton (Sydney Andrews).

## Viaggio a sorpresa
- Titolo originale: Parting Glances
- Diretto da: Bethany Rooney
- Scritto da: Dee Johnson

### Trama
Amanda e Jake si tirano fuori dal business con Reed; Jake scopre inoltre che la barca acquistata da Reed non risulta registrata e lo rivela a Jo, la quale però non è disposta a credergli.
Jo decide di accompagnare Reed in un viaggio in barca; durante la notte, però, Reed acquista un carico di droga da un motoscafo con il quale si era dato appuntamento. Scoperta la droga, Jo viene picchiata da Reed e rinchiusa in una botola comandata a distanza.
Sydney ascolta Michael in preda al delirio e viene così a sapere di come il dottore abbia convinto Matt a falsificare i risultati del tasso alcolico dell'incidente.
Alison decide di partire per New York per fare una sorpresa a Billy, ma sarà lei a rimanere sorpresa dal ragazzo.
Jeffrey, grazie all'appoggio di Matt, dichiara la propria omosessualità alla Marina e, per questo, viene trasferito presso una base nella costa orientale del paese.
- Special guest star: James Wilder (Reed Carter).
- Altri interpreti: Kelly Hu (Andrea), Scott LaRose (Greg), Jason Beghe (tenente Jeffrey Lindley), Laura Leighton (Sydney Andrews).

## Travolto dalla nostalgia
- Titolo originale: Swept Away
- Diretto da: Nancy Malone
- Scritto da: Charles Pratt Jr.

### Trama
Reed progetta di rifarsi una vita con Jo in Messico dopo l'ennesimo carico di droga; la donna si mostra accondiscendete, ma alla prima occasione riesce a spingere il suo aguzzino in acqua e cerca di fuggire, ma Reed non ha difficoltà a tornare a bordo della sua imbarcazione.
Alison si accorge di aver agito troppo istintivamente a New York ed è propensa ad accettare la versione dei fatti raccontata da Billy, tuttavia la loro riappacificazione non si rivela duratura: lui è ancora dell'idea di trasferirsi definitivamente nella grande mela, di opinione opposta lei.
Sydney inizia a ricattare Michael, si trasferisce nella sua casa sulla spiaggia e dice a tutti di essersi fidanzata con il dottore.
Messa alle strette da Reed che le punta una pistola contro, Jo è costretta a fare fuoco con un fucile. La guardia costiera recupera il panfilo e, trovato il cadavere di Reed, arresta Jo per omicidio.
Billy sorprende Alison tornando a Los Angeles e proponendole di sposarlo.
- Special guest star: James Wilder (Reed Carter).
- Altri interpreti: Scott LaRose (Greg), Laura Leighton (Sydney Andrews).

## Senza parole
- Titolo originale: With This Ball and Chain
- Diretto da: Jefferson Kibbee
- Scritto da: Frank South

### Trama
In prigione, Jo prova a spiegare di aver ucciso per autodifesa, ma né il giudice né il suo stesso avvocato nominato d'ufficio sono disposti a crederle. Jake vorrebbe che Amanda si occupasse della difesa di Jo in prima persona, ma Amanda teme ulteriori complicazioni sia finanziarie sia penali in quanto ex socia di Reed. Alla prima udienza in tribunale, quando la situazione sembra ormai a sfavore di Jo, si presenta un avvocato ingaggiato da Amanda - per la cui parcella ha messo un'ipoteca su Melrose - e riesce a ottenere il proscioglimento delle accuse.
Billy dice ad Amanda di voler raccontare ad Alison della notte che hanno passato insieme, ma all'ultimo momento si tira indietro. Amanda, invece, ne parla con Jake, il quale, al party di fidanzamento dei due amici, prende a pugni Billy dopo che quest'ultimo gli aveva chiesto di fargli da testimone di nozze. Alison, dal canto suo, non si dimostra particolarmente infastidita dalla rivelazione e rimane sempre intenzionata a sposarsi.
Sydney spende diversi soldi nell'arredo della casa sulla spiaggia e, presentandosi in ospedale, riesce a socializzare con i colleghi di Michael e a convincere il suo primario, il dottor Levin, a restituirgli l'incarico come chirurgo dopo che, a causa dell'abuso di antidolorifici, era stato retrocesso a lavori d'ufficio.
- Altri interpreti: Carmen Argenziano (dott. Stanley Levin), L. Scott Caldwell (giudice Maxine Marco), Stephen Furst (difensore d'ufficio Benjamin Skyler), John McCann (avvocato Walter Kovacs), Matt McCoy (procuratore Quinton Benson), Melanie Smith (Celia Morales), Laura Leighton (Sydney Andrews).

## Fiori d'arancio
- Titolo originale: Otherwise Engaged
- Diretto da: Chip Chalmers
- Scritto da: Darren Star

### Trama
Il capo di Amanda e Alison invita le due donne a una cena in compagnia dei loro fidanzati. Alison si sente sminuita da Amanda e vorrebbe che Billy le comprasse un anello di brillanti da sfoggiare la sera dell'invito, anche se il costo è proibitivo per le loro finanze. Jake non si presenta alla cena perché decide di sostenere l'amica Jo, la quale ha appena scoperto di aspettare il figlio di Reed e non sa come comportarsi.
Sydney, sempre intenzionata a sposarsi, invia le partecipazioni e s'intrufola di nascosto nell'appartamento di Jane per sottrarle il vestito di nozze appartenuto alla nonna; Jane, tuttavia, la sorprende e le due sorelle finiscono per lottare e cadere nella piscina.
Nonostante Jane cerchi la complicità della madre arrivata da Chicago per impedire l'unione di Sydney e Michael, il matrimonio si celebra ugualmente sulla spiaggia di fronte a un unico partecipante, Matt.
- Special guest star: Gail Strickland (Katherine Andrews).
- Altri interpreti: William Bogert (dottore), Stanley Kamel (Bruce Teller), Robyn Peterson (Arlene Teller), Melanie Smith (Celia Morales), Laura Leighton (Sydney Andrews).

## Una strana luna di miele
- Titolo originale: Love, Mancini Style
- Diretto da: Charles Correll
- Scritto da: Charles Pratt Jr.

### Trama
Jo è ossessionata dai sensi di colpa e dal fantasma di Reed; su consiglio di Alison, decide di cercarne la tomba nella speranza di trovare pace e di voltare pagina, ma Jake ha intenzione di occuparsi della "Pretty Lady", la barca di Reed, e di sfruttarla noleggiandola, suscitando la collera di Jo.
Alison decide di non copulare con Billy fino alla prima notte di nozze.
In luna di miele nelle montagne del nord California, prima per annegamento, poi col veleno, infine cercando di spingerla in un burrone, Michael tenta di uccidere Sydney ma cambia idea quando si accorge dei reali sentimenti della moglie. Matt, preoccupato da una frase sibillina detta da Michael prima di partire ("Di' addio a Sydney"), corre in montagna dai novelli sposi e contatta la polizia locale per avvertire del possibile omicidio.
Tornato in città, Matt confessa a Jane di come abbia aiutato Michael a non essere incriminato per la morte di Kimberly. Con una dichiarazione firmata da Matt stesso, Jane si presenta alla casa sulla spiaggia e minaccia i due sposi di denunciarli in caso di separazione.
- Special guest star: James Wilder (Reed Carter).
- Altri interpreti: Michael Ensign (sceriffo), Brian George (cliente), Tracey Walter (uomo al 'Dreamy Pines'), Laura Leighton (Sydney Andrews).

## Sorelle e rivali
- Titolo originale: The Two Mrs. Mancinis
- Diretto da: Martin Pasetta
- Scritto da: Allison Robbins

### Trama
Nonostante le proteste di Alison, Billy la segue nel Wisconsin per partecipare al compleanno del padre. Alison presenta Billy come "un amico", ma alla festa di compleanno Adam, fidanzato con Alison ai tempi del liceo, dedica alla ragazza una serenata suscitando la gelosia di Billy che, in un impulso d'orgoglio, rivela ai presenti di essere in procinto di sposare Alison.
Jo ha un appuntamento con un modello, ma quando quest'ultimo scopre della gravidanza della ragazza si tira indietro.
Michael affronta Matt per via della confessione fatta a Jane; i due finiscono per fare a botte.
La nonna di Jane muore improvvisamente; secondo alcune indiscrezioni la donna avrebbe lasciato in eredità a Jane 100 000 dollari e nulla a Sydney. Jane decide, quindi, di lasciare il lavoro presso Kay e di aprire una boutique tutta sua iniziando a contrarre debiti e confidando nel lascito della nonna, ma, alla lettura del testamento, scopre di essere proprietaria solo della metà dei soldi, in quanto la nonna aveva lasciato scritto che i 100.000 dollari dovessero appartenere "ai coniugi Jane e Michael Mancini".
- Special guest star: Gail Strickland (Katherine Andrews).
- Altri interpreti: Ben Browder (Adam Travell), Gerard Christopher (Gregory Davis), Dorothy Fielding (signora Parker), John Ingle (esecutore testamentario), Monte Markham (John Parker), Sydney Walsh (Kay Beacon), Laura Leighton (Sydney Andrews).

## Affari sporchi
- Titolo originale: In Bed with the Enemy
- Diretto da: Parker Stevenson
- Scritto da: Stevie Stern

### Trama
Dal suo ritorno dal Wisconsin Alison continua a passare notti insonni a causa di alcuni incubi nei quali si rivede da bambina segregata in cantina. Decide, quindi, d'iniziare un percorso di psicoterapia seguita dal dottor Daniel Miller, tenendo Billy all'oscuro in quanto contrario. Dopo la prima entusiastica seduta, Alison ne parla con Jo, la quale teme un coinvolgimento sentimentale da parte dell'amica con il terapista.
Amanda assume Ted Ramsey come addetto alla manutenzione del condominio e gli permette di alloggiare nell'ex appartamento di Sydney. Nell'arco di pochi giorni, Ted viene sorpreso a curiosare nel suo appartamento da Alison e da Jake in quello di Amanda, la quale è costretta a licenziarlo. Ted, tuttavia, conserva una copia della chiave del suo appartamento a Melrose dal quale spia Amanda nella sua intimità.
Sydney scopre che Lauren è stata arrestata e si presenta in carcere da lei con una proposta inattesa.
Amanda interviene nella diatriba a proposito dell'eredità della nonna di Jane e convince Michael a investire la sua quota nella boutique dell'ex moglie, diventandone socio silente; Jane, tuttavia, chiede al suo commercialista di redigere due registri, uno con i guadagni reali e l'altro solo con i passivi da dare a Michael e Sydney.
- Altri interpreti: Kristian Alfonso (Lauren Ethridge), Erich Anderson (dott. Daniel 'Dan' Miller), Christopher Gartin (Ted Ramsey), Laura Leighton (Sydney Andrews).
- Nota. Matt non appare nell'episodio.

## Occhio per occhio
- Titolo originale: Psycho Therapy
- Diretto da: Charles Correll
- Scritto da: Kimberly Costello

### Trama
Dalla rubrica di Lauren - nelle mani di Sydney che ha deciso di prendere le redini del business dell'amica finché questa è in carcere - Michael scopre che il dottor Levin è un cliente abituale delle sue protette; decide, quindi, di ricattarlo per ottenere l'incarico di vice primario per sé e una promozione per Matt.
Il dottor Miller dice ad Alison che tende a portare alla distruzione l'uomo che le sta a fianco; Billy, venuto a conoscenza delle sedute, affronta il dottore e gli chiede di non interferire nella loro relazione, Alison, tuttavia, ha già deciso d'interrompere la terapia.
Billy e Jake si riappacificano e decidono di passare un weekend a pescare insieme, proprio quando Jo sorprende Ted all'interno dell'appartamento di Amanda. Le due donne riescono a bloccarlo e a legarlo; Jo vorrebbe chiamare la polizia, ma Amanda ha in mente un altro programma per il suo lurker.
- Altri interpreti: Erich Anderson (dott. Daniel 'Dan' Miller), Carmen Argenziano (dott. Stanley Levin), Christopher Gartin (Ted Ramsey), Ted W. Henning (dott. Ron Taylor), Laura Leighton (Sydney Andrews).

## Relazioni dal passato
- Titolo originale: The Bitch Is Back
- Diretto da: Nancy Malone
- Scritto da: Frank South

### Trama
Alla casa sulla spiaggia si presenta Kimberly che rivela di essere stata in coma per diversi mesi in seguito all'incidente stradale e che la madre, all'epoca, diffuse la voce della sua morte nella speranza di tener lontano Michael dalla sua vita. Kimberly, intenzionata a tornare nella vita di Michael, soffre di continue emicranie a causa di una profonda ferita alla testa. Michael caccia Sydney dalla sua casa e chiede il divorzio; quando Sydney si presenta in ospedale con un agente della polizia per denunciare il marito per l'omicidio colposo di Kimberly, quest'ultima si rivela causando uno svenimento di Sydney.
Amanda licenzia una modella, Sarah Owens, quando scopre che l'agenzia per cui lavora è la Models Inc. e per questo viene rimproverata dal suo capo Bruce, costretta a riassumere la ragazza e a chiedere scusa direttamente alla proprietaria dell'agenzia, Hillary Michaels, che si scopre essere la madre di Amanda che aveva abbandonato la figlia vent'anni prima. Hillary vorrebbe riallacciare i rapporti con Amanda, ma la figlia si rifiuta; interviene allora Jake.
I genitori di Alison assumono un'organizzatrice di matrimoni che propone ai futuri sposi dei preparativi di nozze piuttosto costosi e ricercati che non trovano il consenso di Billy e Alison, i quali decidono di licenziare la donna e di officiare il rito a Melrose Place.
- Guest star: Linda Gray (Hillary Michaels).
- Altri interpreti: Marcia Cross (dott.ssa Kimberly Shaw), Susan Lee Hoffman (Sheila), Jeff Kaake (Chas Russell), Stanley Kamel (Bruce Teller), Dan Martin (detective), Cassidy Rae (Sarah Owens), Laura Leighton (Sydney Andrews).
- Nota. I personaggi di Hillary Michaels e Sarah Owens, presenti in cinque episodi, fungono da ponte tra Melrose Place e Models Inc.; durante la cena tra Amanda e la madre, viene introdotto anche un terzo personaggio dello spin-off, David Michaels, fratellastro di Amanda.

## Gelosie
- Titolo originale: Imperfect Strangers
- Diretto da: Chip Chalmers
- Scritto da: Dee Johnson

### Trama
Sydney si trasferisce nel suo vecchio appartamento a Melrose e continua a occuparsi dell'attività di Lauren. Una volta rilasciata, tuttavia, Lauren pretende indietro il suo lavoro e chiede 15 000 dollari a Sydney per i guadagni in sua assenza. Non avendo a disposizione tale somma e non trovando l'appoggio di Jane, Sydney inizia a lavorare come spogliarellista con il nome d'arte "Jane della giungla".
Amanda chiede ad Alison di aiutarla nei colloqui per l'assunzione di una persona che l'affianchi nel lavoro; tuttavia, dopo una richiesta esplicita di Hillary, Amanda assume Chas Russell, il giovane fidanzato della madre, senza dire nulla ad Alison.
Jo realizza un altro servizio fotografico con Sarah sulla Pretty Lady, la barca di Jake, ma, a causa di un guasto tecnico, i tre sono costretti a rimanere sull'imbarcazione per diverse ore, scatenando le ira di Hank, il fidanzato di Sarah. Tornati a riva, Jo si offre di ospitare la ragazza per qualche giorno temendo per la sua salute, ma nel cuore della notte Hank si presenta a Melrose con l'intenzione di picchiare Sarah; Jo, frapponendosi tra i due, viene colpita e cade rovinosamente dalle scale.
- Guest star: Linda Gray (Hillary Michaels).
- Altri interpreti: Kristian Alfonso (Lauren Ethridge), Carmen Argenziano (dott. Stanley Levin), Thom Bierdz (Hank), Marcia Cross (dott.ssa Kimberly Shaw), Jeff Kaake (Chas Russell), Stanley Kamel (Bruce Teller), Marty Rackham (proprietario dello strip club), Cassidy Rae (Sarah Owens), Laura Leighton (Sydney Andrews).

## Addio al celibato
- Titolo originale: Devil with the G-String On
- Diretto da: Paul Lazarus
- Scritto da: Charles Pratt Jr.

### Trama
Jake rimane vicino a Jo per tutta la degenza in ospedale: la caduta non ha causato particolari danni né alla donna né al suo bambino.
Alison dice a Billy di aver visto Amanda e Chas baciarsi e che intende riferire l'accaduto a Jake; Billy, tuttavia, la convince a non farlo, ma dopo essersi ubriacato al suo addio al celibato organizzato dagli amici, Billy stesso racconta del tradimento a Jake, il quale rompe con Amanda. Quest'ultima licenzia Chas e promette di vendicarsi su Alison.
Kimberly scopre dal registro contabile di Jane che la donna sta truffando l'ex marito e ottiene un assegno di 5.000 dollari come risarcimento; con quei soldi vorrebbe ingaggiare un killer per uccidere Michael, ma il criminale gliene chiede molti di più; Kimberly decide allora di fare il lavoro sporco da sola e, come prima mossa, riesce a togliere a Michael l'incarico di vice primario con un'accusa di negligenza.
Michael organizza l'addio al celibato di Billy in uno strip club, lo stesso dove lavora Sydney; quando la ragazza esce sul palco per fare il suo spettacolo, viene immediatamente scoperta e inseguita da Michael. Umiliata, Sydney rinuncia al lavoro e chiede a Lauren di tornare a essere una sua ragazza; Lauren le ride in faccia.
- Guest star: Linda Gray (Hillary Michaels).
- Altri interpreti: Kristian Alfonso (Lauren Ethridge), Carmen Argenziano (dott. Stanley Levin), Thom Bierdz (Hank), Marcia Cross (dott.ssa Kimberly Shaw), Jeff Kaake (Chas Russell), Marty Rackham (proprietario dello strip club), Cassidy Rae (Sarah Owens), Stephanie Romanov (Teri Spencer), Laura Leighton (Sydney Andrews).

## L'uomo dei sogni (prima parte)
- Titolo originale: Till Death Do Us Part (Part 1)
- Diretto da: Chip Chalmers
- Scritto da: Darren Star e Frank South

### Trama
Chas fa causa ad Amanda per molestie sessuali e chiede un risarcimento di 10 milioni di dollari alla D&D; né Bruce né Hillary sono disposti a credere all'innocenza della donna. Anche dal punto di vista sentimentale la situazione sembra degenerare quando Amanda si accorge di un riavvicinamento tra Jake e Jo; Jake, tuttavia, è pronto a darle il suo appoggio durante l'arbitrato che vede Alison come testimone chiave.
Sydney inizia a battere i marciapiedi per potersi sdebitare da Lauren, ma viene brutalmente picchiata da un gruppo di prostitute. Kimberly si prende cura della ragazza e le offre una somma di denaro, in cambio le chiede di partecipare al piano per uccidere Michael.
Jane viene contattata da un fornitore australiano, Chris Marchette, disposto a vendere un'intera linea dei capi da lei firmati all'interno della sua catena di negozi. Jane è entusiasta, ma ha bisogno del consenso di Michael per poter accettare.
Per il matrimonio arrivano in città i genitori di Alison e Rob, compagno di studi di Billy e suo testimone di nozze; Meredith, sorella di Alison, invece comunica che non vi parteciperà. Billy rimane sconvolto quando sorprende Rob intento a baciarsi con Matt, ignaro dell'omosessualità dell'amico.
- Guest star: Linda Gray (Hillary Michaels).
- Altri interpreti: Carmen Argenziano (dott. Stanley Levin), Marcia Cross (dott.ssa Kimberly Shaw), Dorothy Fielding (signora Parker), Jeff Kaake (Chas Russell), Stanley Kamel (Bruce Teller), Monte Markham (John Parker), Ty Miller (Rob), Cassidy Rae (Sarah Owens), Stephanie Romanov (Teri Spencer), Andrew Williams (Chris Marchette), Time Winters (falegname), Laura Leighton (Sydney Andrews).

## L'uomo dei sogni (seconda parte)
- Titolo originale: Till Death Do Us Part (Part 2)
- Diretto da: Chip Chalmers
- Scritto da: Darren Star e Frank South

### Trama
Jake passa la notte con Amanda; il mattino dopo viene sorpreso da Jo che rinuncia definitivamente alla loro relazione, nonostante le proteste del ragazzo.
Amanda cerca di fare l'accomodante con Alison nella speranza che testimoni a suo favore, tuttavia la ragazza non intende mentire. La causa viene infine vinta da Chas, ma Hillary interviene in difesa della figlia e rivela di aver sentito un dialogo tra Amanda e lo stesso Chas nel quale l'uomo confessava di essersi inventato tutto per denaro. Le accuse vengono prosciolte, ma Amanda non vuole riallacciare i rapporti con la madre.
Sydney e Kimberly progettano di uccidere Michael facendolo passare per un suicidio: Kimberly stordisce Michael con un potente sedativo e insieme lo portano nell'auto all'interno del garage e ne accendono il motore. Nel frattempo, Jane e Chris, che aspettano l'arrivo di Michael per firmare alcuni documenti, decidono di presentarsi alla casa sulla spiaggia, salvando così la vita al dottore.
Al matrimonio di Billy e Alison, Michael si rifiuta di firmare i documenti e Jane lo minaccia di morte davanti a tutti i presenti. Kimberly le ruba le chiavi della macchina.
Poco prima di raggiungere l'altare, Alison ha un colloquio con il padre e una frase da lui detta scatena in lei ricordi infantili e improvvisamente si rende conto che gl'incubi che l'avevano tormentata per mesi altro non erano che momenti realmente vissuti: da piccola il padre aveva ripetutamente abusato di lei. Presa dal panico, scappa dalla finestra della sua stanza e si dirige a San Francisco dalla sorella Meredith.
All'ospedale un'infermiera avvisa Michael che Jane lo aspetta nel parcheggio per un'emergenza; una volta uscito, il dottore viene investito da una macchina alla cui guida c'è Kimberly che indossa una parrucca bionda.
Jane viene arrestata per il tentato omicidio dell'ex marito.
- Guest star: Linda Gray (Hillary Michaels).
- Special guest star: Tracy Nelson (Meredith Parker).
- Altri interpreti: Carmen Argenziano (dott. Stanley Levin), Marcia Cross (dott.ssa Kimberly Shaw), Larry Dobkin (giudice Stanley Pittman), Dorothy Fielding (signora Parker), Jeff Kaake (Chas Russell), Stanley Kamel (Bruce Teller), Monte Markham (John Parker), John McCann (Walter Kovacs), Ty Miller (Rob), Cassidy Rae (Sarah Owens), Stephanie Romanov (Teri Spencer), Andrew Williams (Chris Marchette), Time Winters (falegname), Laura Leighton (Sydney Andrews).
- Nota. Stephanie Romanov interpreta il ruolo di Monique Duren in Models Inc., nel cui episodio pilota appaiono Jake e Jo.